# Paul Lange
Paul Lange (Oberhausen, 6 de noviembre de 1931-Oberhausen, 15 de marzo de 2016) fue un deportista alemán que compitió para la RFA en piragüismo en la modalidad de aguas tranquilas.
Participó en los Juegos Olímpicos de Roma 1960, obteniendo una medalla de oro en la prueba de K1 4 × 500 m. Ganó dos medallas en el Campeonato Mundial de Piragüismo de 1958.

## Palmarés internacional
| Representando al Equipo Alemán Unificado |                        |                   |              |
| Juegos Olímpicos                         |                        |                   |              |
| Año                                      | Lugar                  | Medalla           | Evento       |
| 1960                                     | Roma (Italia)          | Medalla de oro    | K1 4 × 500 m |
| Representando a la RFA                   |                        |                   |              |
| Campeonato Mundial                       |                        |                   |              |
| Año                                      | Lugar                  | Medalla           | Evento       |
| 1958                                     | Praga (Checoslovaquia) | Medalla de oro    | K1 4 × 500 m |
| 1958                                     | Praga (Checoslovaquia) | Medalla de bronce | K2 500 m     |